# 専修坊
専修坊（せんじゅぼう）は、愛知県高浜市本郷町6丁目10番地3にある真宗大谷派の寺院。山号は高取山。本尊は阿弥陀如来。
高取の専修坊、高浜の恩任寺、大浜の西方寺は、浄土真宗の「浜の三か寺」と呼ばれた。「浜の三か寺」は「三河三か寺」の末寺という意味を持ち、専修坊は上宮寺、恩任寺は本證寺、西方寺は勝鬘寺の末寺とされる。
かつては毎年4月に蓮如忌を行っており、おびただしいほどの参詣者があったという。専修坊のしだれ桜は大山緑地の千本桜とともに高浜市における桜の名所とされる。

## 歴史

### 中世

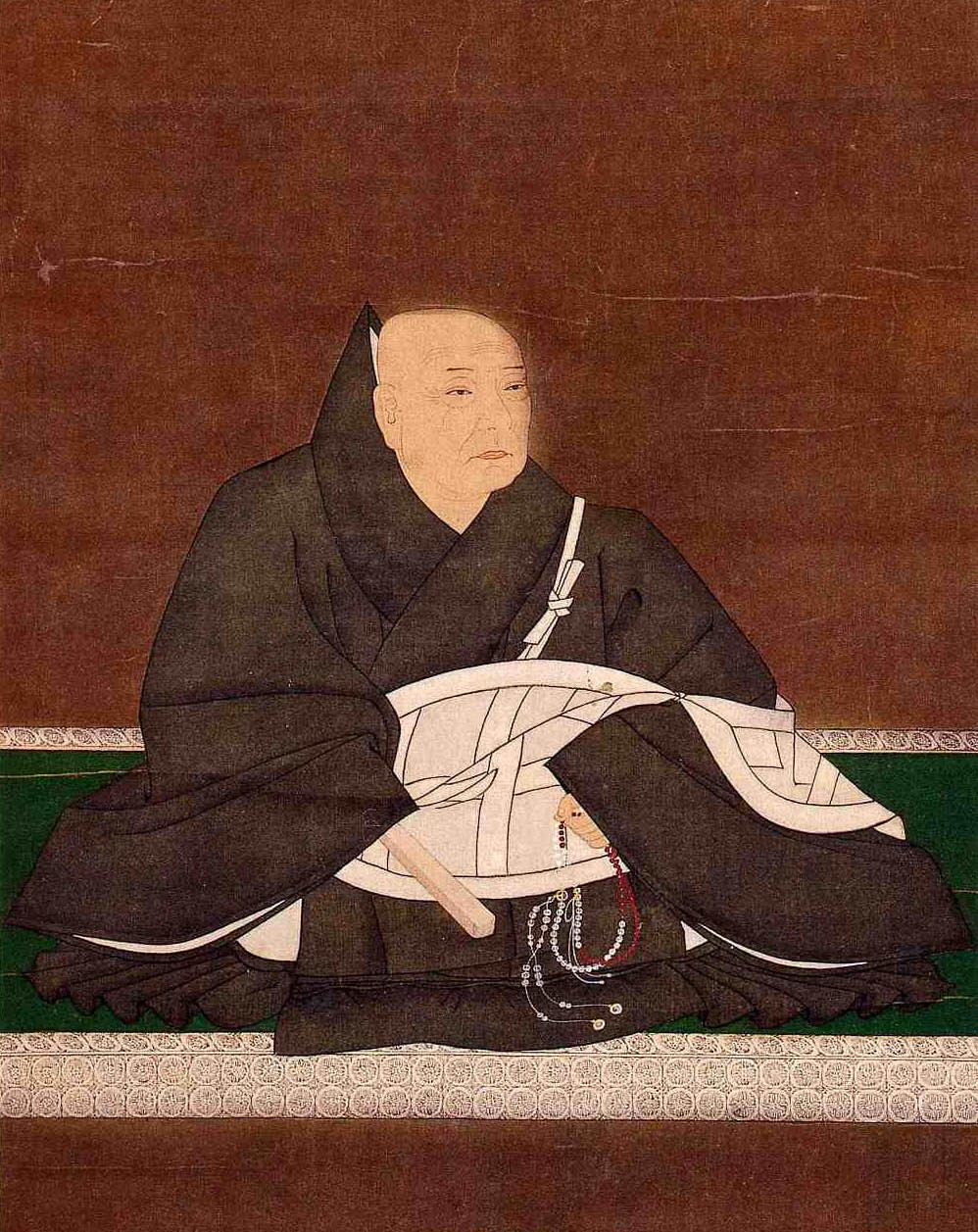
蓮如上人

貞観元年（859年）、星川九曜太郎光信（智叡）は園城寺（三井寺）の開山である円珍（智証大師）の弟子となった。智叡は円珍に常に同行し、三河国を訪れた貞観10年（868年）3月に天台宗の古取山聖徳院専修寺を建立した。
文暦2年（1235年）、15世願祐の時代には親鸞聖人が三河国を訪れ、浄土真宗の寺院に改宗して一向院専修寺に改名した。
専修寺の22世である星川渓玉は、永享10年（1438年）に蓮如上人に常随する弟子となり、寛正6年（1465年）1月8日に延暦寺の衆徒が大谷本願寺を破却した際にも、蓮如上人に対して忠節を尽くした。応仁2年（1468年）には蓮如上人が三河国を訪れて巡化を行った。蓮如上人は上宮寺（現・岡崎市）の佐々木如光を頼ったが、如光は碧海郡西端村（現・碧南市）出身であり、また渓玉の存在もあって、しばしば西端村や高取村（現・高浜市）に滞在した。
専修坊には蓮如上人の直筆の名号がある。専修坊の本堂の南側には、蓮如上人が田植えを見物したという石碑がある。蓮如上人は渓玉のことを「専修寺の坊主」という意味で専修坊と呼んだとされ、これによって専修坊という寺名になったとされる。

### 近世
永禄3年（1560年）の桶狭間の戦いの際、今川勢の徳川家康は大高城への兵糧入れを成功させたが、今川義元が討たれると岡崎の大樹寺に逃げ帰った。この際の道中には諸説あるが、専修坊が所蔵する『御由緒』によると、知多郡亀崎村から衣浦湾を船で渡って高取村に入り、専修坊に立ち寄って休憩したという。
寛政元年（1789年）ごろ、33世祐聞の時代には高取山という山号を名乗るようになった。
天保13年（1841年）に本堂が建立された。棟梁は尾張国を代表する大工として知られる8世伊藤平左衛門であり、弘化2年（1845年）には東本願寺大門の建築にも関わっている。真宗寺院としては愛知県でも最大級の本堂とされる。庫裏も本堂と同時期に建立されたとされる。　　　　　　　　　　　　　

### 近現代

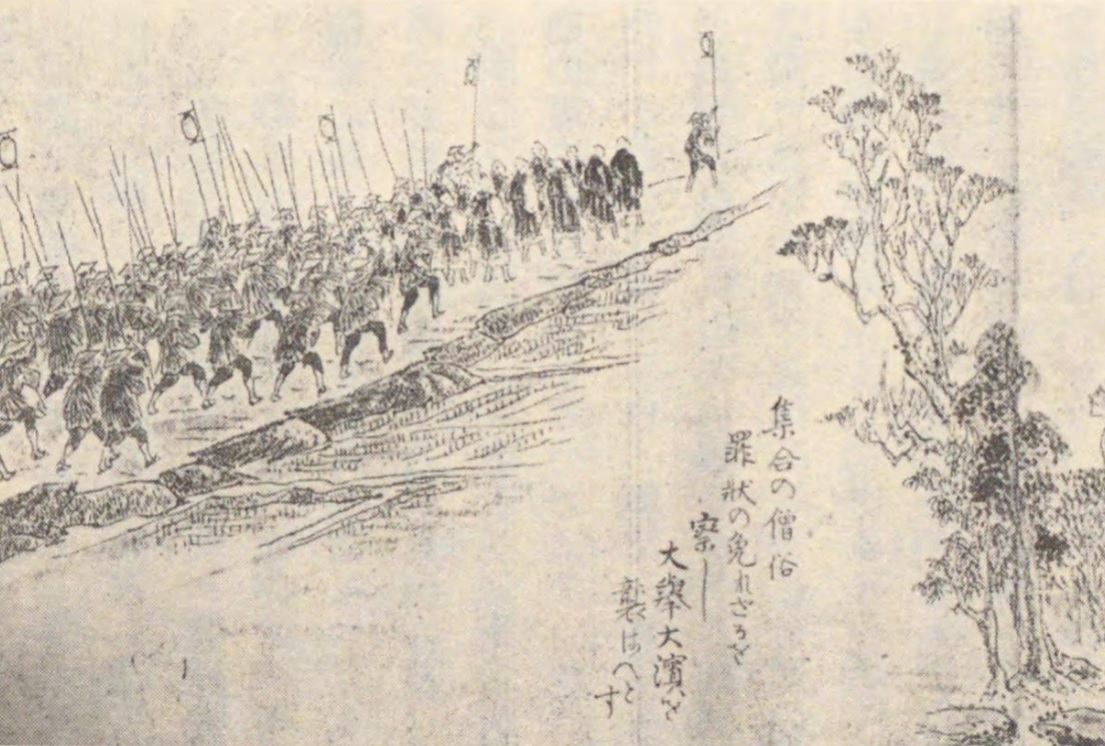
大浜騒動

天保6年（1835年）、後に専修坊住職となる星川法沢は津島の成信坊の二男として生まれた。嘉永6年（1853年）、専修坊の星川渓祐に婿養子に入り、14歳の長女ちせと結婚した。星川渓祐には3人の男児もいたが、なぜ婿養子を取ったのかは定かでない。
35歳の時に三河護法会が結成されると、学識があり寺格も高かった星川法沢は会長に選ばれ、1871年（明治4年）3月に起こった大浜騒動（鷲塚騒動）では中心的な人物となった。星川法沢は三河護法会総監の地位にあったため、同年12月27日には准流10年という重刑に処せられ、1873年（明治6年）6月23日に名古屋の無三殿刑務所で獄死した。

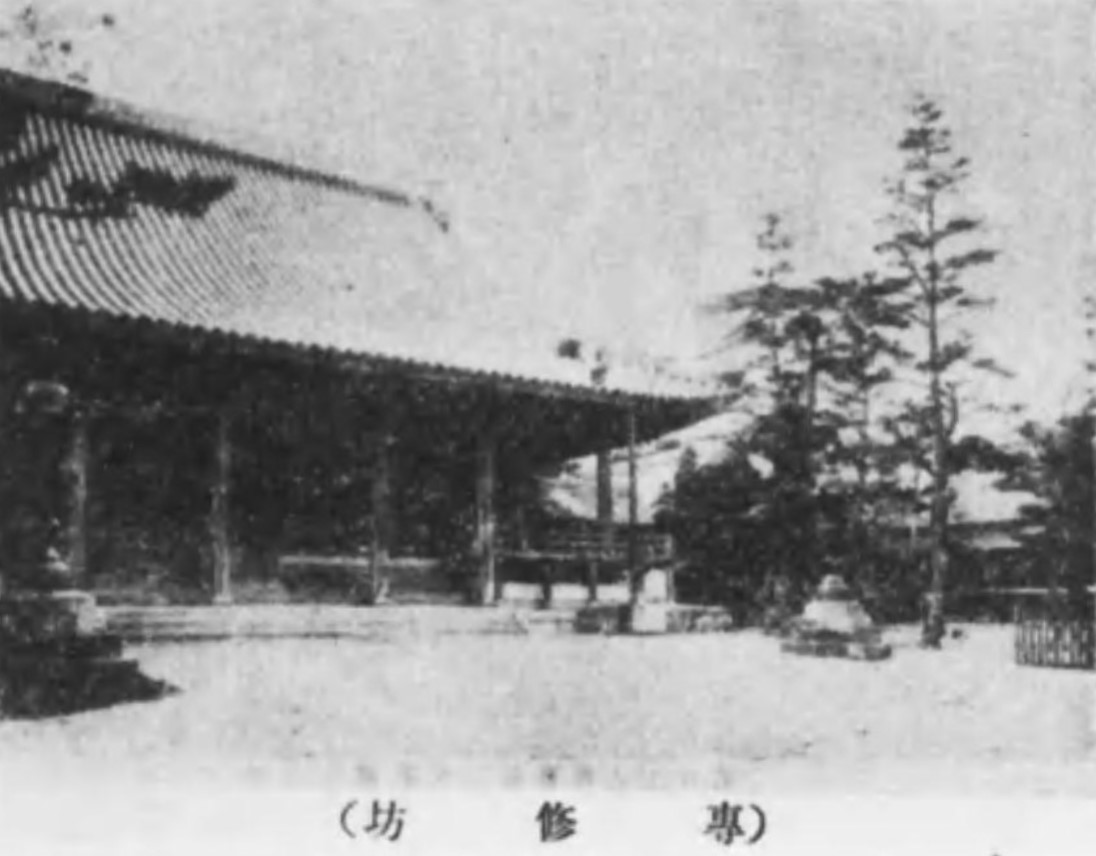
1936年の専修坊

1870年（明治3年）に高取村に初めて学校が設置された際、当初は専修坊の一部を借用して授業を行った。1872年（明治5年）11月3日には愛知県碧海郡第七中学第五十番小学校が開校し、1879年（明治12年）4月には初めて校舎が建設された。
1945年（昭和20年）1月13日に起こった三河地震では、専修坊のある高浜町大字高取で死者16人、高浜町大字吉浜で死者11人、高浜町大字高浜で死者1人を出した。建物の被害も甚だしく、専修坊の山門と書院が倒壊した。なお、高取の円福寺、吉浜の寿覚寺、吉浜の正林寺などは本堂が全壊している。1957年（昭和32年）時点の檀家数は約900戸だった。

## 境内

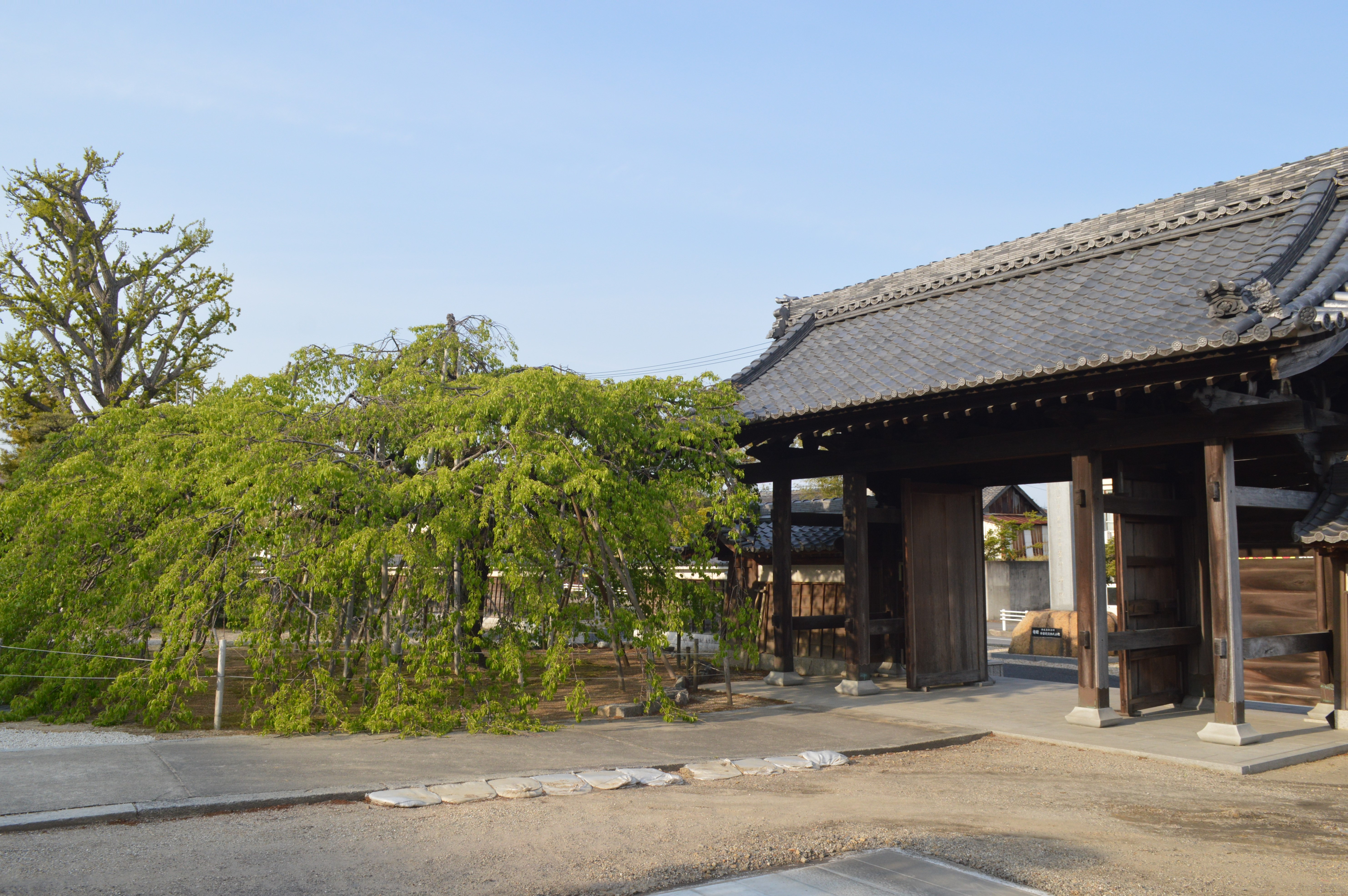
山門としだれ桜

- 本堂
- 山門
- 手水舎

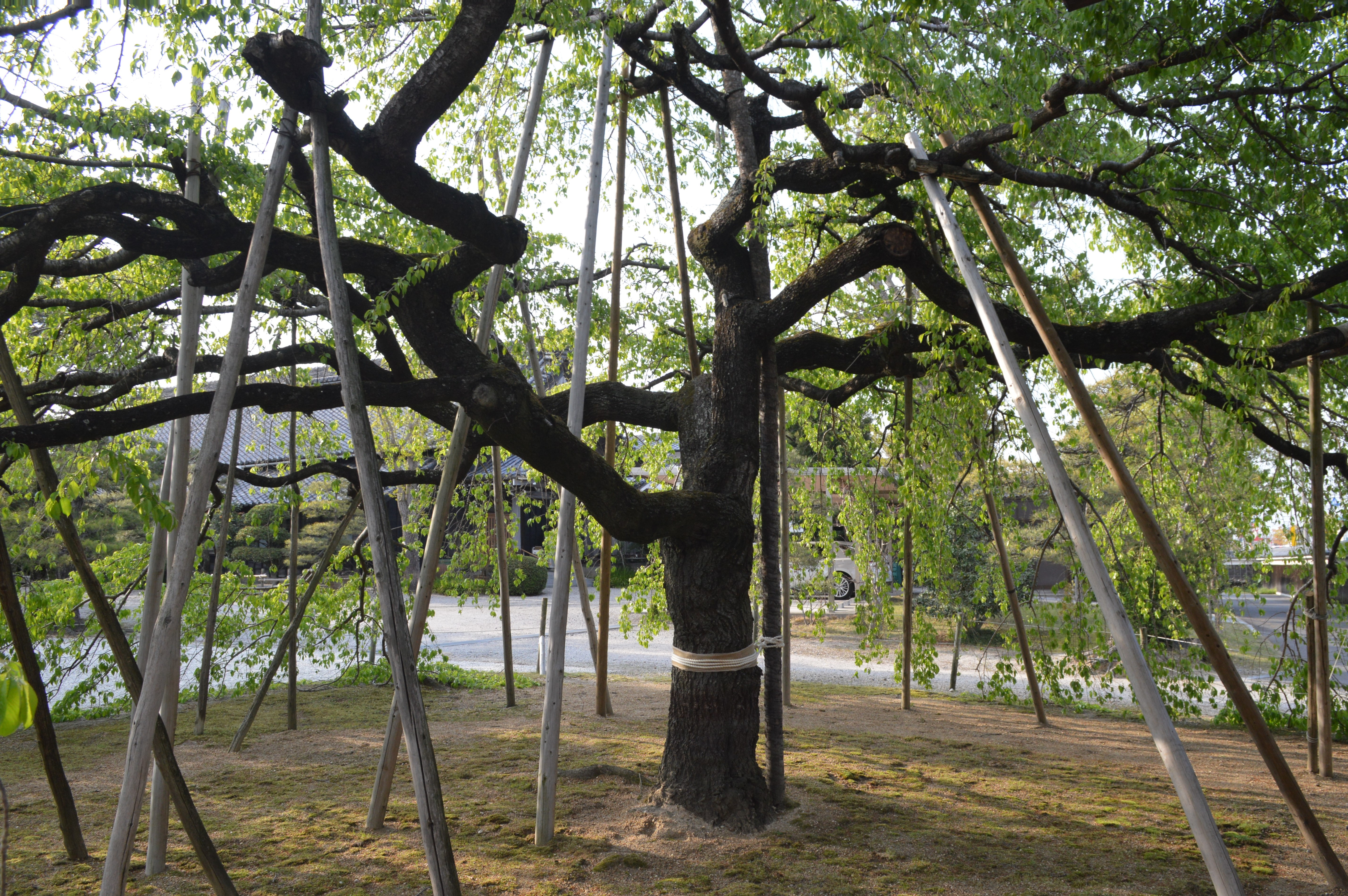
しだれ桜 - 3月20日ごろが見頃。
- シャクナゲ - 4月下旬が見頃。
- ハス - 6月下旬が見頃。

- しだれ桜

## 文化財

### 市指定文化財
- 木造阿弥陀如来立像（彫刻） - 平安時代後期の作。1985年（昭和60年）9月27日指定。
- 絹本著色方便法身尊像（絵画） - 1992年（平成4年）3月20日指定。
- 絹本著色蓮如上人真影（絵画） - 1992年（平成4年）3月20日指定。
- 絹本著色親鸞上人御影（絵画） - 1992年（平成4年）3月20日指定。
- 蓮如上人六字名号（書跡） - 1992年（平成4年）3月20日指定。
- 蓮如上人六字名号（書跡） - 1992年（平成4年）3月20日指定。
- 御田植百幅名号（書跡） - 1992年（平成4年）3月20日指定。
- 蓮如上人一字一点名号（書跡） - 1992年（平成4年）3月20日指定。
- 実如上人九字名号（書跡） - 1992年（平成4年）3月20日指定。

## 現地情報
所在地
- 444-1311 愛知県高浜市本郷町6丁目10番地3

アクセス
- 名鉄三河線高浜港駅から徒歩約20分
- 知多半島道路阿久比インターチェンジから車で約30分